# اینموست
اینموست یک بازی پلتفرم پازل است که توسط هیدن لایر گیمز توسعه یافته و توسط چاکلفیش انتشار یافته‌است. این بازی در ۱۱ اکتبر ۲۰۱۹ برای آی‌اواس منتشر شد، و بعداً در ۲۱ اوت ۲۰۲۰ به مک‌اواس، مایکروسافت ویندوز، نینتندو سوئیچ منتقل شد. این بازی داستان یک دختر جوان، یک شوالیه و یک مرد را دنبال می‌کند که در جستجوی پاسخ هستند. این داستان‌ها با موجودی به نام کیپِر مرتبط هستند که از درد تغذیه می‌کند و در دو دنیای متفاوت اتفاق می‌افتد. این بازی درمجموع بررسی‌های «عموماً مطلوب» بر اساس جمع‌آوری مرور متاکریتیک دریافت کرد. این بازی در دستراکتید نمره ۸ از ۱۰، از گیمر نتورک ۷ ستاره از ۱۰ ستاره و نینتندو ورلد ریپورت نمره ۸ از ۱۰ را دریافت کرد.